# Sierra de Grazalema Natural Park
Sierra de Grazalema är ett naturreservat i Spanien.   Det ligger i regionen Andalusien, i den södra delen av landet, 400 km söder om huvudstaden Madrid. Arean är 53 kvadratkilometer.